# Archon apollinus
Archon apollinus е вид пеперуда от семейство Лястовичи опашки (Papilionidae). Видът е почти застрашен от изчезване.

## Разпространение
Разпространен е в Армения, България, Гърция, Израел, Йордания, Ирак, Иран, Ливан, Румъния, Сирия и Турция.